# Golfo di Fonseca
Il golfo di Fonseca (in lingua spagnola Golfo de Fonseca) è una ampia insenatura dell'Oceano Pacifico in corrispondenza della costa occidentale dell'America Centrale. Vi si affacciano a nord El Salvador, a est l'Honduras e a sud il Nicaragua.

## Geografia
Il golfo si estende per un'area di circa 3200 km². La linea costiera si estende per 261 km. Di questi 185 km ricadono in Honduras, 40 km in Nicaragua e 29 km in El Salvador.
L'imbocco del golfo è delimitato a nord, in territorio salvadoregno, dal capo di Punta Amapala e a sud, in territorio nicaraguense, da Punta Consiguina. La costa del golfo è frastagliata e vi si aprono numerose baie. Tra questa le maggiori sono la baia la Unión,la baia di Chismuyo e la baia di San Lorenzo. Vi affiorano diverse isole. Tra queste le maggiori sono Zacate Grande e El Tigre poste sotto la giurisdizione dell'Honduras e Meanguera e Conchaguita poste sotto la giurisdizione de El Salvador.
Tra i fiumi che defluiscono nel golfo sono da ricordare il Goascorán che segna il confine tra El Salvador e l'Honduras, il fiume Choluteca in Honduras, il Negro che scorre al confine tra l'Honduras e il Nicaragua e l'Estero Real che drena il Nicaragua nord-occidentale.
I centri portuali maggiori sono La Unión in El Salvador, San Lorenzo in Honduras e Puerto Morazán in Nicaragua.

## Storia
Il golfo di Fonseca fu scoperto dal conquistador spagnolo Gil González Dávila nel 1522. Fu nominato in onore del vescovo di Burgos Juan Rodríguez de Fonseca.
I tre paesi che si affacciano sul golfo hanno avuto una lunga controversia internazionale sulla sovranità sulle sue acque. Nel 1992 la Corte internazionale di giustizia ha risolto la controversia assegnando tra l'altro le isole di Meanguera e Meanguerita a El Salvador e l'isola di El Tigre all'Honduras.